# 成相篇
《成相篇》是荀子書中的一章，以说唱形式阐述隆禮的重要性。
《荀子·成相篇》經常被視為說唱文學的遠祖，“相”是一乐器，可以是舂牍或搏拊，成相即是早期先民舂米時用杵擊節的民间说唱。《汉书·艺文志》著录有《成相杂辞》十一卷，已佚。
“成相篇”是以民歌形式寫成，共有五十六段，每段採三、三、七、十一的句式，有說有唱，文字通俗易懂，刘师培在《论文偶记》中说：“观荀卿作《成相篇》，已近赋体，而其考列往迹，阐明事理，已开后世之联珠。”。倪钟之认为《荀子》中的《成相篇》是“采用当时民间流行的一种说唱形式来宣传政见的作品”。